# 松下典由
松下 典由（まつした のりよし、1971年8月13日 - ）は、日本の作曲家・編曲家、マニピュレーター、音楽プロデューサー。大阪出身。2013年にmoumusic、2014年にMusic Creators Lab.を設立し、代表となっている。

## 主な参加作品
- 菅田将暉 / 作曲
  - 雨が上がる頃に
- 嵐 / 作曲
  - 「素晴らしき世界」（「まごまご嵐」エンディング ）
  - 「キャラメルソング」
- アイドリング!!! / 作編曲
  - 「想いの詩」
- KAT-TUN / 作編曲
  - 「care」
- kaede / 作編曲
  - 「泣かないで」JR九州タイアップ 「情報ライブ ミヤネ屋」エンディング
  - 「コトノハ」「ザ・ワイド」テーマソング
  - 「ハニィハニー」ビブレ情熱バーゲンCM

その他多数
- 鈴村健一 / 作編曲
  - 「and Becoming」 「コンパス」 「12月の空」 「そりゃそうです」 「Butterfly」 「becoming soon」
  - 「フタリジカン」 「シンプルな未来」
- 湯川潮音 / 作曲
  - 「ヒーロー」
- sona（ユンソナ） / 作曲
  - 「桜雨」
- Berryz工房 / 編曲
  - 「愛する人の名前を日記に」
- Acid Black Cherry / 演奏、マニピュレーション、カバーアルバム多数編曲
- 土屋アンナ / 編曲
- 第一興商CM曲アレンジ
- Little Non / 編曲
  - 「Sweet Love Flag/Cheer Up!」 「1,2,3 day」 「冒険記録」

その他、作曲、編曲、音楽制作全般に多数参加